# もんごういか

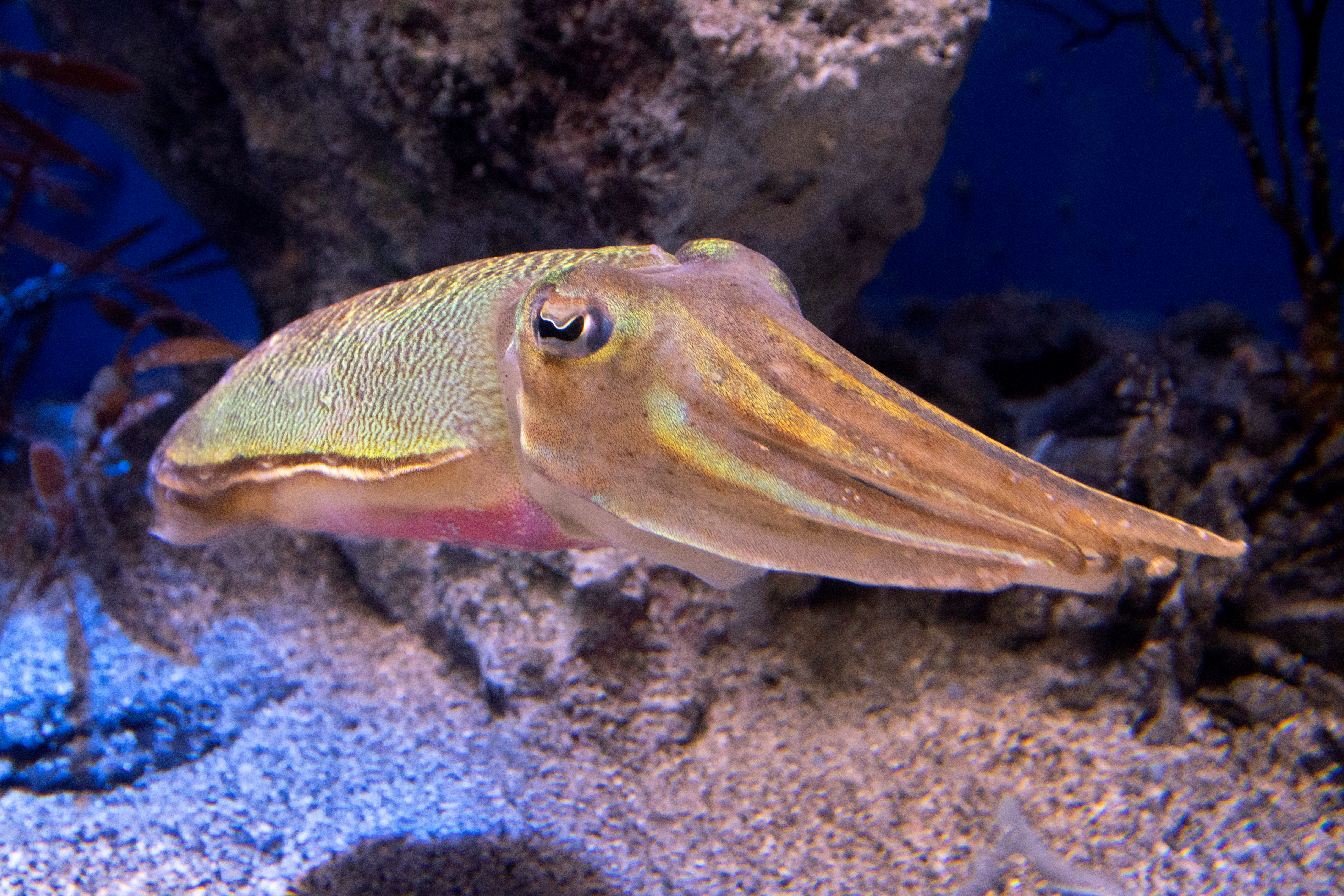
「紋甲いか」と呼ばれるカミナリイカ

もんごういか（モンゴウイカ、紋甲いか、紋甲烏賊）とは、コウイカ目に属する大型のイカに与えられる和名（市場名）であり、本来カミナリイカ Sepia lycidas Gray, 1849を指す地方名である。カミナリイカの背中に丸い紋があることから「紋甲いか」と名付けられた。カミナリイカはモンゴウイカのほかに、モンゴイカ（もんごいか）やモンゴ、その紋の様子からマルイチ（丸一）や、ギッチョイカ（ぎっちょいか）、コブイカ（こぶいか）、センドウイカなどの地方名がある。
現在「もんごういか」と呼ばれるのは、アフリカ沿岸やヨーロッパ産のヨーロッパコウイカ Sepia officinalis Linnaeus, 1758や東南アジア産のトラフコウイカ Sepia pharaonis Ehrenberg, 1831などが主流である。最近では輸入ものなら何でも「もんごう」と呼ばれる傾向にあり、海外大型種に汎用されている。トラフコウイカは大型のものがモンゴウイカと混称されており、特にアデンをトロール漁の基地としていたことから「アデンもんごう（アデンモンゴウ）」とも呼ばれる。
河野 (1973)では、東京では大型のマイカ（コウイカ Sepia esculenta Hoyle, 1885）を「モンゴウ」と呼んでいるとあるが、実際の市場ではコウイカ類が混称されていると考えられる。

## 漁業史
東シナ海のカミナリイカは肉厚で好まれたが、資源が減少した。それに匹敵するヨーロッパコウイカなどはいち早く「もんごう」と呼ばれ、日本のイカ市場を席巻した。遠洋トロール漁業が復活しアフリカから「もんごういか」が大量に輸入され、市場に流通していたが、これはヨーロッパコウイカの亜種であった。1959年に日本漁船によりヨーロッパコウイカの好漁場が発見され、国内のコウイカ類の漁獲量を上回った。その最盛期は1965年頃からで、それから10年間程度は年間10,000トンくらい漁獲しており、最も漁獲量が多かったのは1967年で、30,000トンの漁獲があった。1975年くらいから段々と減り、1982年まで続いた。
それに続き、1969年頃から、アラビア海のアデン湾に日本のトロール漁船が集まり、イカ資源が開発された。このトラフコウイカはヨーロッパコウイカと並び身が大きく厚く、多い年では年間10,000トン程度漁獲された。現在では東南アジアのコウイカ資源が極めて大きく、トラフコウイカを含めたコウイカ類が年間30,000トン程度上がっている。
全世界では、コウイカ類の漁獲量は年々上がっており、最近では約300,000トン程度がされ、その10分の1程度が日本国内で漁獲されている。2009年現在、市場でみられる「もんごう（ヨーロッパコウイカ）」はスペインなどからの買い付けが大部分で、成田に水揚げされる。

## 市場

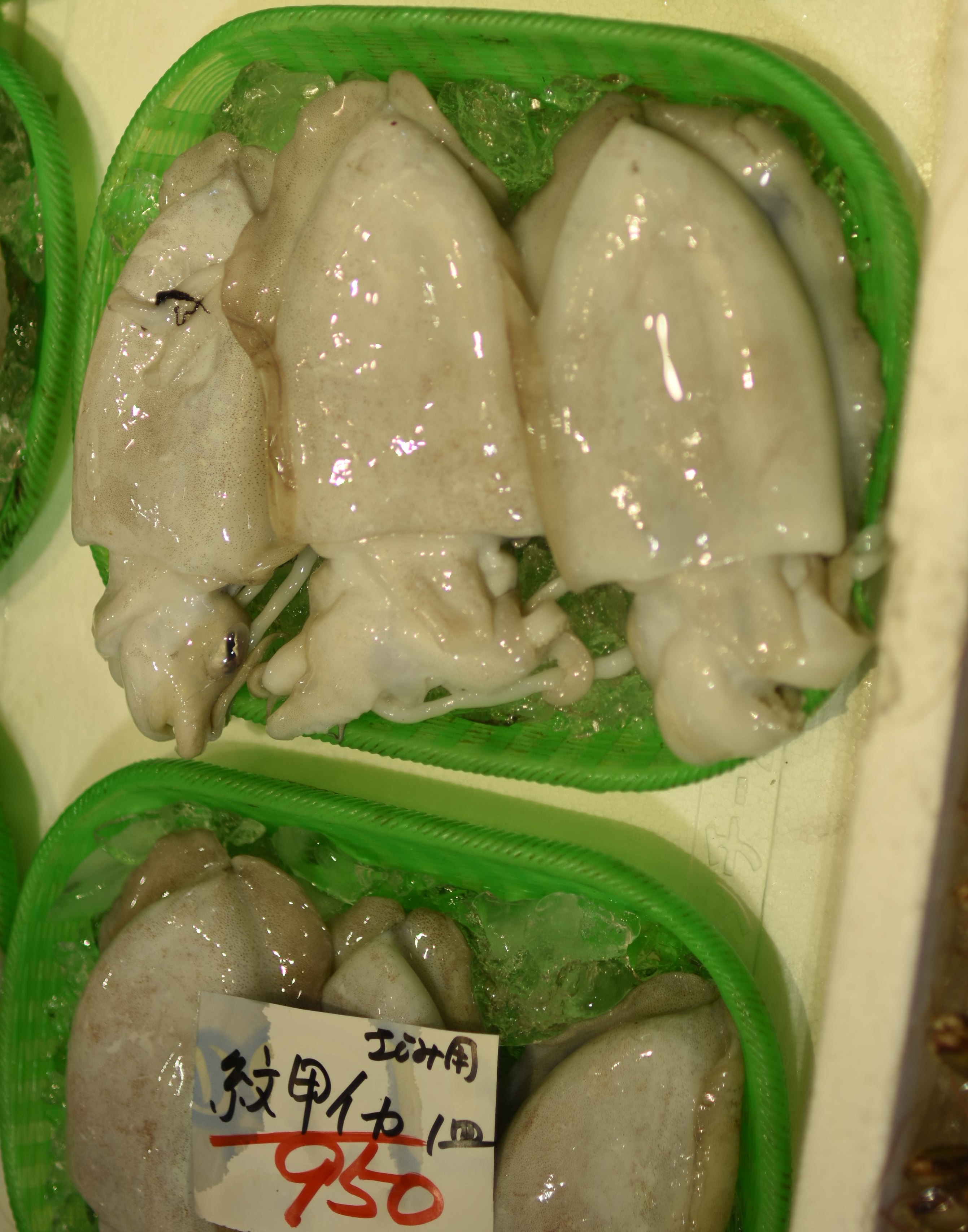
八幡浜港で売られる「紋甲イカ」

東京都中央卸売市場日報および市場統計情報(月報)によれば、5月の取扱数量が最も多く、2015年から2019年の5年間の平均は約3,500キログラムであり、最も少ない8月の取扱量は500キログラム程度である。また、2015年から2019年の5年間で卸値は8月では例年1400円から1600円程度で最も高く、5月は例年900円から1,000円程度で最も安い。2020年1月の豊洲市場における平均卸価格は1キログラム当たり1,182円である。

## 料理

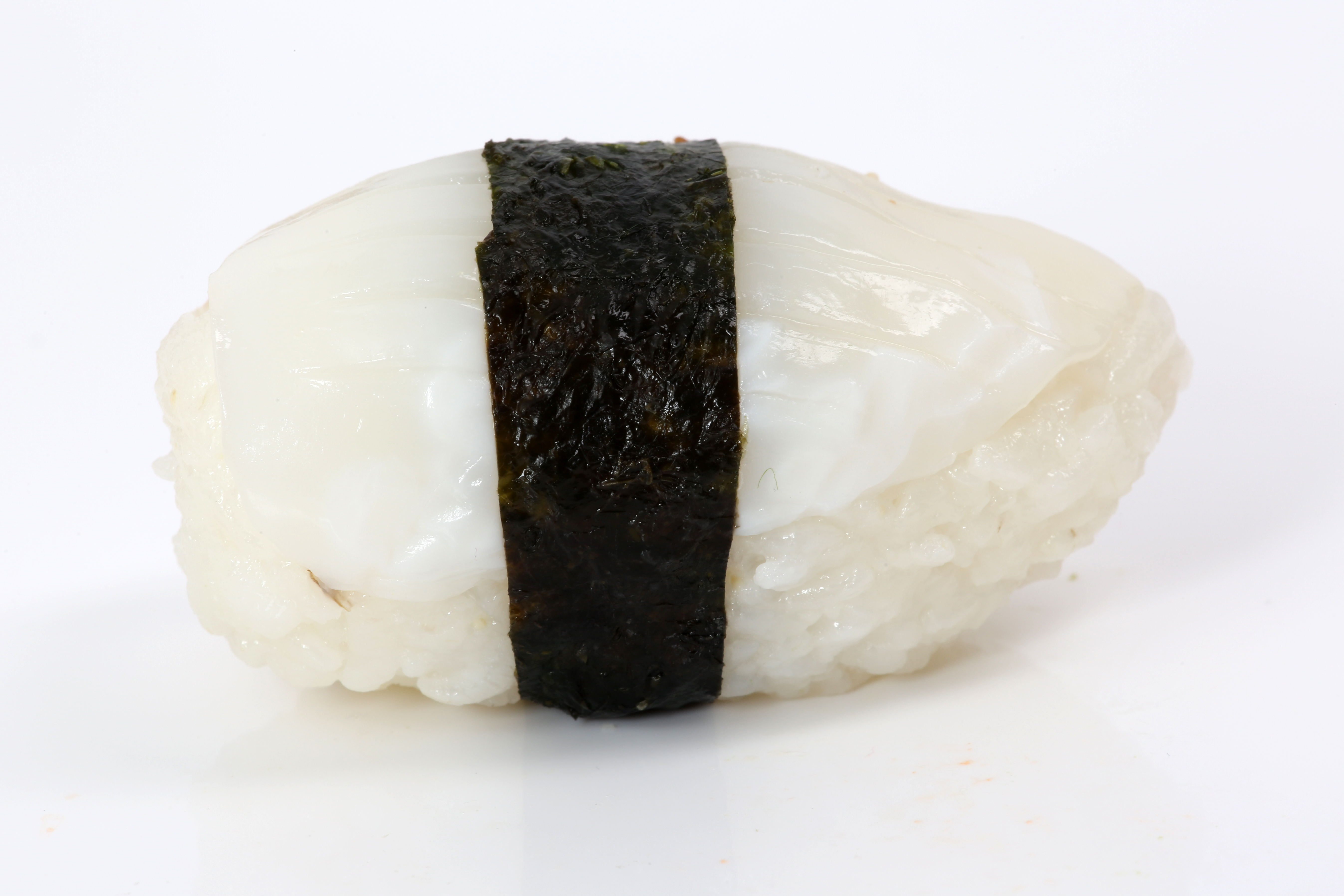
イカの握り寿司

身は柔らかく、刺身や煮付け、天麩羅や木の芽和えなどに調理される。ヨーロッパコウイカは身は厚く柔らかで、ねっとりした甘さがあり、モンゴウイカとして寿司種にもされる。